# Hans Peter Kofoed
Hans Peter Kofoed (Østermarie, oktober 1743 – Kopenhagen, 3 januari 1812) was een Deense kapitein, reder, groothandelaar, grossier, brouwer en grootgrondbezitter. Hij werd de op twee na rijkste man in het Koninkrijk Denemarken en Noorwegen met een vermogen van ruim 1 miljoen rijksdaalders.
Hans Peter groeide op in Østermarie als zoon van Margrethe Pedersdatter Ipsen (1724-1800) en de boer Peder Jørgensen Kofod (1707-1778) die later koopman werd. Hij ging echter de zee op en werkte zich op tot stuurman, werd met 30 jaar reeds kapitein en werd vervolgens zelf reder. Kofoed verwierf met zijn fregatten een enorm vermogen door de uitgestrekte handel met Oost-Indië, het Caribisch gebied (voornamelijk de Deense kolonie Saint Croix) en China. Hij wist zijn vloot tot 24 schepen uit te breidden. Daarnaast vergaarde hij grote stukken land in het bisdom Roskilde, waaronder Aastrup, Vester Såby, Soderup, grote delen van Kirke Såby en Kirke Eskilstrup samen met andere gehuchten, boerderijen en enkele kerken waaronder de kerk van Såby en de kerk van Soderup.
In 1785 bouwde hij het koopmanshuis Heerings Gård in Christianshavn. In december 1786 trouwde hij met Marie Mortensdatter Bohn (1760-1838) die eerder dat jaar zowel haar zoon van acht en haar echtgenoot had moeten begraven. Hans Peter en Marie kregen geen kinderen.
In het daarop volgende jaar kwam Hans Peter thuis met de 11-jarige Johan Petter van Saint Croix wiens moeder was overleden. Twee jaar later werd ook het nichtje van zijn vrouw Barbara Kirstine Bohn (1781-1864) als pleegkind in het gezin opgenomen.
Kofoed verwierf in 1809 Holbæk Slots Ladegård inclusief een park van 11 hectare, en in 1810 het 688 hectare grote Landgoed Aastrup.
In 1811 stelde het echtpaar een gezamenlijk testament op. In dit testament werden velerlei goede doelen aangewezen, en zouden er beurzenprogramma's opgezet worden. Hans Peter overleed op 3 december 1812. Marie Kofoed erfde alles wat Hans Peter had verworven en wist dat vermogen uit te bouwen. Een groot deel van het vermogen werd via het licht gewijzigde testament uit 1825 over haar grote familie op Bornholm verdeeld. Enkele van die beurzenprogramma's bestaan nog steeds.

## Trivia
- Hans Peter Kofoed wordt in diverse bronnen ook wel Hans Peder Kofoed genoemd. In dit artikel wordt de meest gebruikte naam aangehouden.
- Kofod of Kofoed. In het Kerkboek van Østermarie is de achternaam zonder e geschreven. Hans Peter heeft echter consequent deze e wel gebruikt. Op Bornholm kreeg deze naam 4 versies. Kofod, Kofoed, Koefod en Koefoed. Die extra e duidt op betere stand, en kan verklaren waarom Hans Peter deze Kofoed consequent gebruikte.